# اکسید

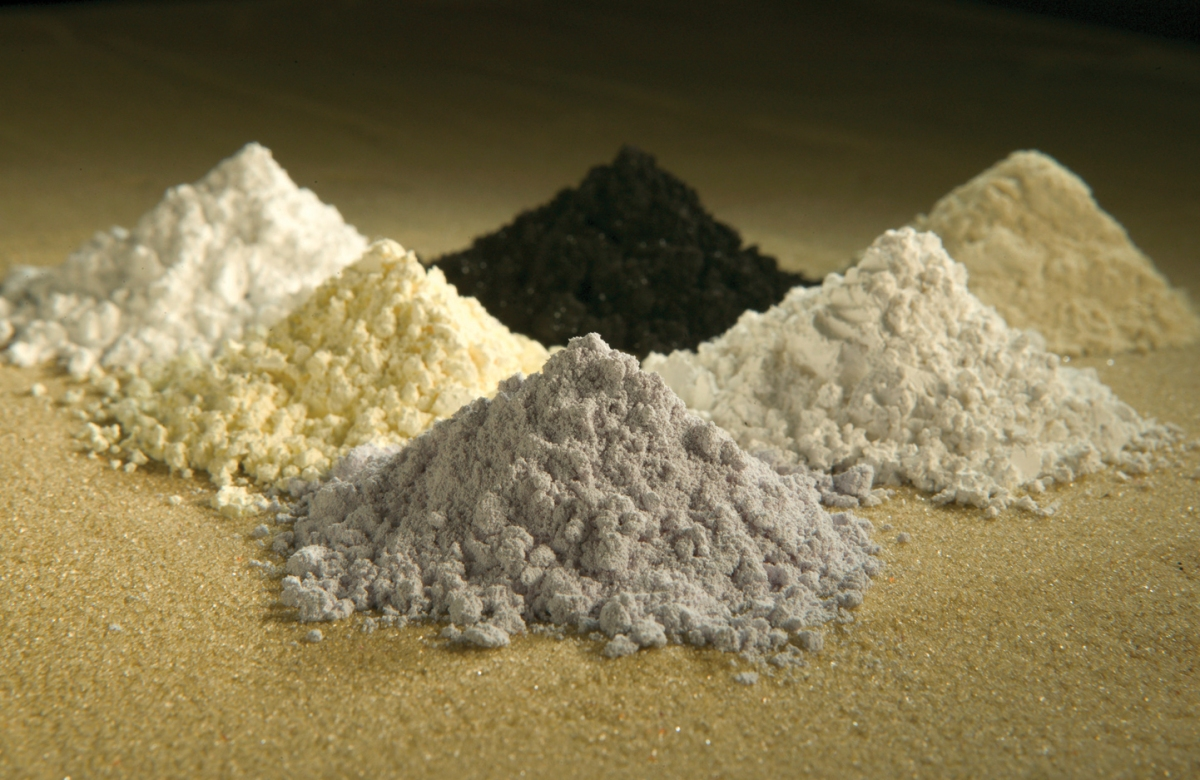
ترکیبات اکسیدی مختلف در جهت عقربه های ساعت از بالا: پرازئودیمیم، سریم، لانتانیم، نئودیمیم، ساماریوم، و گادولینیوم.

اکسید(به انگلیسی: oxide) یک ترکیب شیمیایی است که از یک یا چند اتم اکسیژن و یک یا چند اتم از عناصر دیگر تشکیل شده‌است که اگر اکسیژن + فلز باشد اکسید بازی و اگر اکسیژن + نافلز باشد اکسید اسیدی تشکیل میشود. مثلا دی‌اکسید کربن یک ترکیب است که از یک اتم کربن و دو اتم اکسیژن تشکیل شده است و آلومینا از چند اتم آلومینیوم و اکسیژن با فرمول Al2O3 تشکیل شده‌است.

## فهرست اکسیدهای شناخته شده برپایه حالت اکسیداسیون
- عنصر با حالت اکسایش تک بار منفی:
  - اکسیژن دی‌فلورید (OF2)
- عنصر با چند حالت اکسایش:
  - آنتیموان تتروکسید (Sb2O4)
  - کبالت(II,III) اکسید (Co3O4)
  - آهن(II,III) اکسید (Fe3O4)
  - سرب تترا اکسید (Pb3O4)
  - منگنز(II,III) اکسید (Mn3O4)
  - نقره(I,III) اکسید (AgO)
- عنصر با حالت اکسایش تک بار مثبت:
  - مس(I) اکسید (Cu2O)
  - دی‌کربن منوکسید (C2O)
  - دی‌کلرید منوکسید (Cl2O)
  - لیتیوم اکسید (Li2O)
  - پتاسیم اکسید (K2O)
  - روبیدیوم اکسید (Rb2O)
  - نقره(I) اکسید (Ag2O)
  - تالیوم اکسید (Tl2O)
  - سدیم اکسید (Na2O)
  - آب (H2O)
- عنصر با حالت اکسایش دو بار مثبت:
  - اکسید آلومینیوم(II) (AlO)
  - اکسید باریم (BaO)
  - اکسید برلیوم (BeO)
  - کادمیم اکسید (CdO)
  - کلسیم اکسید (CaO)
  - کربن مونوکسید (CO)
  - اکسید کبالت(II) (CoO)
  - مس(II) اکسید (CuO)
  - اکسید آهن(II) (FeO)
  - اکسید سرب(II) (PbO)
  - منیزیم اکسید (MgO)
  - جیوه(II) اکسید (HgO)
  - اکسید نیکل(II) (NiO)
  - اکسید نیتروژن (NO)
  - اکسید پالادیم(II) (PdO)
  - اکسید استرانسیم (SrO)
  - مونواکسید گوگرد (SO)
  - اکسید قلع(II) (SnO)
  - اکسید تیتانیوم(II) (TiO)
  - اکسید وانادیم(II) (VO)
  - روی اکسید (ZnO)
- عنصر با حالت اکسایش سه بار مثبت
  - آلومینا (Al2O3)
  - سنارمونتیت (Sb2O3)
  - آرسنیک تری‌اکسید (As2O3)
  - اکسید بیسموت(III) (Bi2O3)
  - بور اکسید (B2O3)
  - اکسید کروم(III) (Cr2O3)
  - دی‌نیتروژن تری‌اکسید (N2O3)
  - اکسید اربیم (Er2O3)
  - گادولینیم اکسید (Gd2O3)
  - اکسید گالیم(III) (Ga2O3)
  - اکسید هولمیم(III) (Ho2O3)
  - اکسید ایندیم(III) (In2O3)
  - اکسید آهن(III) (Fe2O3)
  - اکسید لانتان (La2O3)
  - اکسید لوتتیم(III) (Lu2O3)
  - اکسید نیکل(III) (Ni2O3)
  - فسفر تری‌اکسید (P4O6)
  - پرومتیوم اکسید (Pm2O3)
  - اکسید رودیم(III) (Rh2O3)
  - اکسید ساماریوم(III) (Sm2O3)
  - اسکاندیوم اکسید (Sc2O3)
  - تربیوم(III) اکسید (Tb2O3)
  - اکسید تالیوم(III) (Tl2O3)
  - اکسید تولیوم(III) (Tm2O3)
  - اکسید تیتانیم(III) (Ti2O3)
  - اکسید تنگستن (W2O3)
  - اکسید وانادیوم(III) (V2O3)
  - اکسید ایتربیم(III) (Yb2O3)
  - اکسید ایتریم(III) (Y2O3)
- عنصر با حالت اکسایش چهار بار مثبت:
  - کربن دی‌اکسید (CO2)
  - کربن تری اکسید (CO3)
  - اکسید سریم(IV) (CeO2)
  - دی‌اکسید کلر (ClO2)
  - اکسید کروم(IV) (CrO2)
  - دی‌نیتروژن تترااکسید (N2O4)
  - ژرمانیم دی‌اکسید (GeO2)
  - اکسید هافنیم(IV) (HfO2)
  - دی‌اکسید سرب (PbO2)
  - دی‌اکسید منگنز (MnO2)
  - نیتروژن دی‌اکسید (NO2)
  - پلوتونیوم(IV) اکسید (PuO2)
  - اکسید روتنیوم(IV) (RuO2)
  - سلنیوم دی‌اکسید (SeO2)
  - سیلیسیم دی‌اکسید (SiO2)
  - گوگرد دی‌اکسید (SO2)
  - دی‌اکسید تلوریم (TeO2)
  - دی‌اکسید توریم (توریمO2)
  - دی‌اکسید قلع (SnO2)
  - تیتانیوم دی اکسید (TiO2)
  - اکسید تنگستن(IV) (WO2)
  - اورانیوم دی‌اکسید (UO2)
  - اکسید وانادیم(IV) (VO2)
  - دی‌اکسید زیرکونیوم (ZrO2)
- عنصر با حالت اکسایش پنج بار مثبت:
  - آنتیموان پنتوکسید (Sb2O5)
  - آرسنیک پنتوکسید (As2O5)
  - دی‌نیتروژن پنتوکسید (N2O5)
  - نیوبیوم پنتوکسید
  - فسفر پنتوکسید (P2O5)
  - تانتال پنتوکسید (Ta2O5)
  - وانادیوم(V) اکسید (V2O5)
- Element in +6 oxidation state
  - کروم تیروکسید (CrO3)
  - مولیبدن(VI) اکسید (MoO3)
  - رنیوم تری‌اکسید (ReO3)
  - سلنیوم تری‌اکسید (SeO3)
  - گوگرد تری‌اکسید (SO3)
  - تلوریوم تری‌اکسید (TeO3)
  - تنگستن تری‌اکسید (WO3)
  - اورانیوم تری‌اکسید (UO3)
  - گزنون تری‌اکسید (XeO3)
- Element in +7 oxidation state
  - دی‌کلرین هپتوکسید (Cl2O7)
  - منگنز(VII) اکسید (Mn2O7)
  - رنیم (VII) اکسید (Re2O7)
  - تکنسیوم(VII) اکسید
- Element in +8 oxidation state
  - اسمیوم تتروکسید (OsO4)
  - روتنیوم تتروکسید (RuO4)
  - گزنون تتروکسید (XeO4)